# Provincie al-Qassím
Provincie al-Qassím je jedna z provincií Saúdské Arábie. Leží v historickém regionu Nadžd relativně blízko geaografického středu Arabského poloostrova asi 250 kilometrů severozápadně od Rijádu, hlavního města země. V roce 2022 zde žilo 1 336 179 obyvatel a šlo tak o jednu z průměrně velkých provincií v zemi (je sedmou nejlidnatější provincií). Asi 50 % obyvatel žije v hlavním a nejlidnatějším městě provincie Burajda.
Provincie al-Qassím má nejnižší podíl obyvatel žijících pod hranicí chudoby ze všech regionů v zemi. Provincie sousedí na jihu a na východě s Provincii Rijád, s Provincií Háil na severu a s provincií Medína na západě. Provincie nemá přístup k moři a nesousedí ani s žádným státem světa. Dělí se na celkem 12 guvernorátů a 153 marákiz. Leží v oblasti s typickým pouštním klimatem, díky čemuž se zde hojně pěstují palmy, ale také třeba datle nebo různé citrusy. Nachází se zde také jedno z největších světových tržišť s velbloudy.